# 三甲街道 (织金县)
三甲街道，是中华人民共和国贵州省毕节市织金县下辖的一个街道办事处。
2013年5月20日，贵州省人民政府批复同意撤销普翁乡、三甲白族苗族乡，合并设置三甲街道办事处，办事处驻三甲村。
2019年8月8日，设置惠民街道。原三甲街道的惠民社区、惠泽社区、恒大社区、涌潮社区、木戛社区、尖山社区、干坝社区、箐脚社区划归惠民街道管辖。

## 行政区划
三甲街道下辖以下地区：
三甲村、马家庄村、大戛村、箐脚村、木戛村、佳夸村、靛塘村、裕民村、木里村、绮结河村、石头村、涌潮村、尖山村、干坝村、普纳翁村、五星村、白泥坡村、新民村、大街村、龙潭村、小龙场村、化落村、新峰村、杨柳河村、狗场坝村、白岩脚村和普翁乡。
2019年8月8日行政区划调整后，三甲街道辖龙潭社区、佳夸社区、裕民社区、马家庄社区、靛塘社区、大戛社区、石头社区、绮结河社区、木里社区、三甲社区、普纳翁社区、白岩脚社区、杨柳社区、白泥坡社区、新民社区、化落社区、大街社区、新峰社区、五星社区、狗场坝社区、小龙场社区。